# Ragályi Elemér
Ragályi Elemér (Rákosliget, 1939. április 18. – Budapest, 2023. március 30.) Kossuth- és Balázs Béla-díjas magyar operatőr. Filmjei számos nemzetközi díjat nyertek, közöttük Oscar-díjat, Emmy-díjat és ACE-díjat is. 2014-ben szülőhelye, Rákosmente díszpolgára lett.

## Életpályája
1957-től a Mafilmnél világosító, laboráns, segédoperatőr és felvételvezető volt. A Színház- és Filmművészeti Főiskolán tanult, dolgozott az Amerikai Egyesült Államokban és Európában. A Színház- és Filmművészeti Főiskolán 1968-ban szerzett operatőri diplomát. Az ún. „Illés-iskola" egyik stílusteremtő alakja, kézi kamera-kezelése és világítástechnikája a hetvenes években tette ismertté. Zolnay Pál, Sándor Pál, Gazdag Gyula, Elek Judit állandó alkotótársa, de sokat dolgozott Rózsa Jánossal, Grunwalsky Ferenccel, András Ferenccel, Gazdag Gyulával, Kovács Andrással, Révész Györggyel, Szomjas Györggyel is.
Filmjei számos díjat nyertek, közöttük Oscar-díjat, Emmy-díjat és ACE-díjat is. A Magyar Filmszemlén hatszor ítélték neki a Legjobb operatőr díját, ezen kívül Balázs Béla-díjas (1974), érdemes és kiváló művész (1985), egyben Kossuth-díjas (1991) is. 1982 és 1990 között a Színház- és Filmművészeti Főiskolán tanított. 1990-ben megkapta a Cable ACE-t, (az Amerikai Operatőrök Szövetségének televíziós díja) Legjobb Operatőr díját a "The Josephine Baker Story" című HBO produkcióért. Jelölték még az ACE díjára a "Max and Helen" és a "Red King, White King" című munkájáért. Az Emmy-díj nyertes Raszputyin című filmnek is ő volt az operatőre, és az A gyilkosok köztünk vannak (Murderers Among us: The Simon Wiesenthal Story) című film fényképezéséért egy másik ACE-díjjal jutalmazták. 2008. szeptember 25. és október 5. között nemzetközi filmfesztivált rendeztek Reykjavíkban (Izland). Az esemény fődíjáért, az Arany Lunda díjért Ragályi Elemér Nincs kegyelem című filmje is indult.

## Filmjei

### Operatőrként
- 1967 Meddig él az ember? r: Elek Judit
- 1968 Holtág r: Kiss Gyula
- 1968 Szeretnék csákót csinálni r: Kézdi-Kovács Zsolt
- 1969 Vankóné Dudás Juli (dok.) r: Moldován Domokos
- 1969 Látogatás (dok.) r: Gábor Pál
- 1969 Sziget a szárazföldön r: Elek Judit
- 1969 Kelj fel és járj! (dok.) r: Zolnay Pál
- 1969 A nagy kék jelzés r: Nádasy László
- 1970 Magasiskola r: Gaál István
- 1970 Arc r: Zolnay Pál
- 1970 Befejezetlenül (dok.) r: Vas Judit
- 1970 Büntetőexpedíció r: Magyar Dezső
- 1971 Staféta r: Kovács András
- 1971 Sárika, drágám r: Sándor Pál
- 1971 Madárkák r: Böszörményi Géza
- 1971 Tanítókisasszonyok (dok.) r: Rózsa János
- 1971 Fotográfia r: Zolnay Pál
- 1971 Botütés saját kérésre r: Rózsa János
- 1973 Kakuk Marci r: Révész György
- 1974 Istenmezején r: Elek Judit
- 1974 Álmodó ifjúság r: Rózsa János
- 1973 Régi idők focija r: Sándor Pál
- 1974 Bástyasétány 74 r: Gazdag Gyula
- 1974 Egy kis hely a nap alatt r: Szász Péter
- 1975 Szilveszter (rendező)
- 1975 Boldog békeidők (rendező Gazdag Gyulával)
- 1975 Egyszerű történet r: Elek Judit
- 1975 Vörös rekviem r: Grunwalsky Ferenc
- 1976 Talpuk alatt fütyül a szél r: Szomjas György
- 1976 Pókfoci r: Rózsa János
- 1977 Herkulesfürdői emlék r: Sándor Pál
- 1977 Sámán r: Zolnay Pál
- 1977 Csatatér (dok.) r: Rózsa János
- 1977 Kihajolni veszélyes! r: Zsombolyai János
- 1977 A kétfenekű dob r: Gazdag Gyula
- 1978 Szabadíts meg a gonosztól! r: Sándor Pál
- 1978 A trombitás r: Rózsa János
- 1979 Majd holnap r: Elek Judit
- 1979 Az utolsó előtti ítélet r: Grunwalsky Ferenc
- 1979 Vasárnapi szülők r: Rózsa János
- 1980 Örökség r: Mészáros Márta
- 1980 Vámmentes házasság r: Zsombolyai János
- 1981 Ripacsok r: Sándor Pál
- 1981 Kabala r: Rózsa János
- 1981 A Koncert r: Koltay Gábor
- 1982 Dögkeselyű r: András Ferenc
- 1982 Szerencsés Dániel r: Sándor Pál
- 1983 Hosszú vágta r: Gábor Pál
- 1984 Szirmok, virágok, koszorúk r: Lugossy László
- 1984 Csak egy mozi r: Sándor Pál
- 1984 Társasutazás r: Gazdag Gyula
- 1985 Embriók r: Zolnay Pál
- 1985 A fekete Tanner (svájci) r: Xavier Koller
- 1986 A nagy generáció r: András Ferenc
- 1986 Csók, Anyu r: Rózsa János
- 1986 Hol volt, hol nem volt r: Gazdag Gyula
- 1986 Varázslat (Queen Budapesten) r: Zsombolyai János
- 1987 Hanna háborúja (Izraeli – USA) r: Menahem Golan
- 1988 Miss Arizona r: Sándor Pál
- 1988 Túsztörténet r: Gazdag Gyula
- 1988 A gyilkosok köztünk vannak (angol – USA) r: Brian Gibson
- 1989 Az operaház fantomja (USA) r: Dwight Little
- 1989 Vörös király, fehér herceg (USA) r: Geoff Murphy
- 1989 Max és Helén (USA) r: Philip Saville
- 1989 A reménység útja (svájci) r: Xavier Koller
- 1990 Sacrament (USA) r: David Green
- 1990 Josephine Baker (USA) r: Brian Gibson
- 1990 Koldusopera (USA) r: Menahem Golan
- 1990 The Gravy Train (brit, TV-sorozat) r: James Cellan Jones
- 1991 The Gravy Train Goes East (brit, TV-sorozat) r: James Cellan Jones
- 1994 Mesmer (kanadai - brit - német) r: Roger Spottiswoode
- 1995 Egy kölyök Artúr király udvarában r. Michael Gottlieb
- 1995 Óvakodj az idegentől! r. Peter Hall
- 1996 Sztracsatella r: Kern András
- 1997 A miniszter félrelép r: Kern András, Koltai Róbert
- 1997 A Notre Dame-i toronyőr r. Peter Medak
- 1998 Időgéppel a lovagkorba r. Roger Young
- 1998: Crime and Punishment r.Joseph Sargent
- 1999 Hazudós Jakab (USA - francia - magyar) r: Peter Kassovitz
- 2000 Copperfield Dávid r Peter Medak
- 2000 Kezdetben vala r. Kevin Connor
- 2001 Amerikai rapszódia r. Gárdos Éva
- 2001 Anna Frank igaz története r. Robert Dornhelm
- 2002 A Rózsa énekei r. Szilágyi Andor
- 2002 Szerelemtől sújtva r. Sas Tamás
- 2003 Apám beájulna r. Sas Tamás
- 2003 Egy hét Pesten és Budán r: Makk Károly
- 2004 A gyűrű átka r. Uli Edel
- 2016 Gondolj rám r: Kern András
- 2017 Budapest noir r: Gárdos Éva
- 2017 1945 r: Török Ferenc

### Rendezései
- 1973 Szónokképző iskola
- 1980 Búcsú
- 1981 Néphagyományok (Tradíciók)
- 1987 Téli Magyarország
- 2003 Európából Európába
- 2005 Csudafilm (forgatókönyvíró, operatőr)
- 2006 Nincs kegyelem (forgatókönyvíró)

## Egyéb
- Hazudós Jakab
- A miniszter félrelép
- A Notre Dame-i toronyőr
- Kid in King Arthur's Court(en)
- Catherine the Great(en)
- Mesmer and the Heiress(en)
- 1989-ben forgatta az Oscar-díjas Journey of Hope(en) című lélektani drámát.

Legutóbbi[mikor?] jelentős televíziós munkái: Az Anna Frank Ben Kingsley és Brenda Blethyn főszereplésével, a Mary and Jesus, az In the Beginning Jacqueline Bisset-vel és Martin Landauval a főszerepben és a David Copperfield Peter Medak rendezésében Sally Field főszereplésével.

## Könyvei
- Mancikám, Déneském és még sokan mások; Ab Ovo, Bp., 2022

## Díjai, elismerései
- Magyar Filmkritikusok Díja – A legjobb operatőr (1971, 1977, 1980, 1982, 1986)
- Balázs Béla-díj (1974)
- Érdemes művész (1980)
- Kiváló művész (1985)
- Kossuth-díj (1991)
- Emmy-díj (1996)
- Gundel művészeti díj (2003)
- Illés György-díj (2012)[7]
- Prima díj (2014)
- Rákosmente díszpolgára (2014)
- Magyar Filmkritikusok Díja – Életműdíj (2019)[8]